# Lanark (Wisconsin)
Lanark è una città degli Stati Uniti situata nella Contea di Portage nel Wisconsin.

## Geografia fisica
Secondo lo United States Census Bureau Lanark ha una superficie di 93,4 km² dei quali o,5 km² sono coperte d'acqua.

## Società

### Evoluzione demografica
A Lanark secondo il censimento del 2000 c'erano 1 449 abitanti, 546 unità immobiliari e 423 famiglie residenti.